# عكازة علي
عكازة علي (الاسم العلمي: Eurycoma longifolia) نبات مزهر يعود أصله إلى ماليزيا وإندونيسيا. وهي شجرة دائمة الخضرة يصل طولها إلى 15 متر، أوراقها مرتبة حلزونيا، ويصل طولها 20 - 40 سم.
أعضاء التكاثر في هذا النبات هي الأزهار، والتي تكون ذكرية وأنثوية على أشجار مختلفة، وهي أزهار صغيرة لها 5 إلى 6 بتلات.

## الاستخدامات

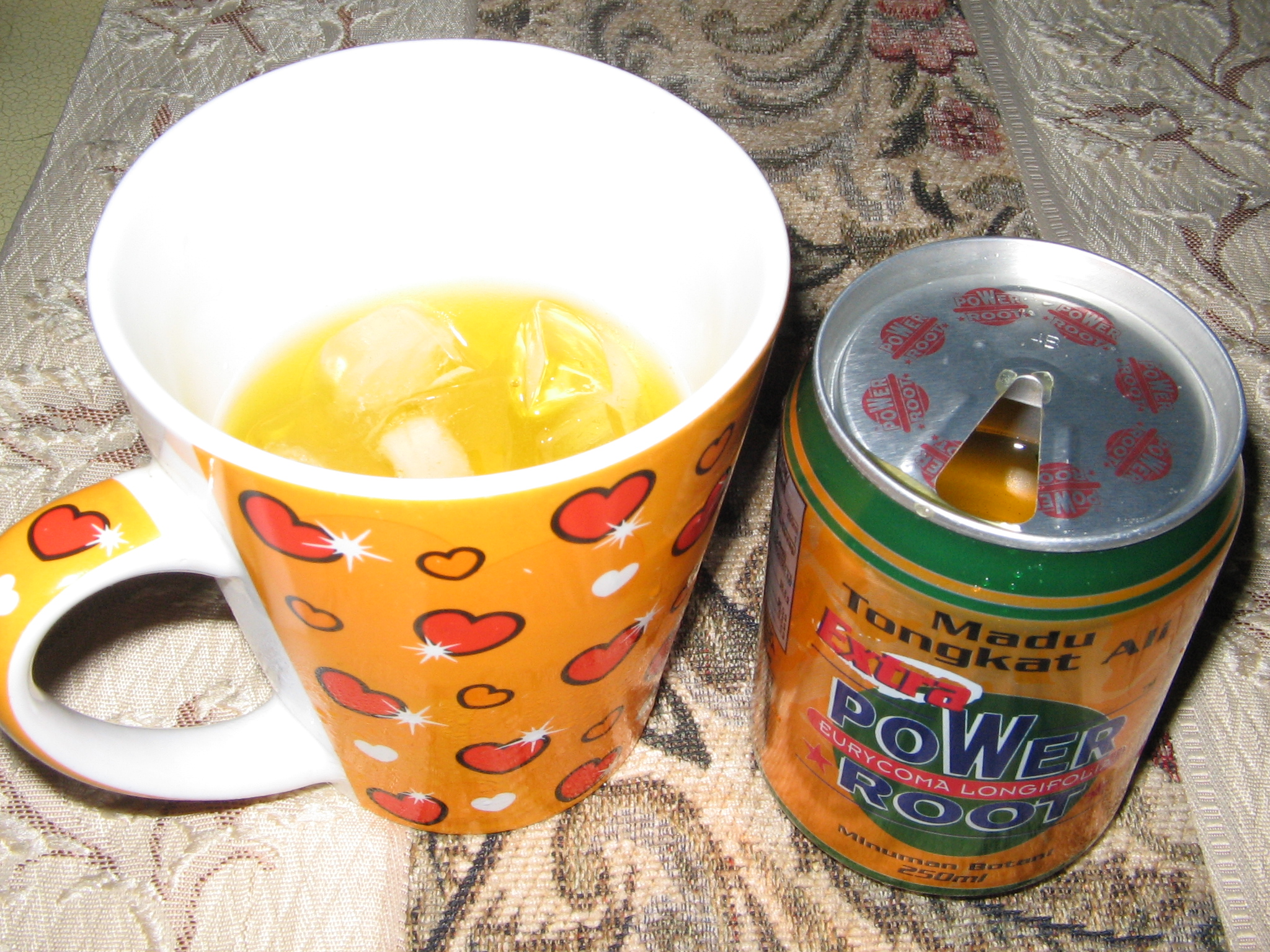
حقوق النشر محمد يسري محمد يونج.

النبات معروف في ماليزيا وأوروبا لعلاج الضعف الجنسي لدى النساء، حيث أنه يزيد من الخصائص والأداء الجنسي لدى الحيوانات  ، على كل، فإن هذا الموضوع بحاجة إلى المزيد من البحث، خاصة أن أغلب هذه الدراسات تمت من قبل نفس مجموعة البحث. كما أنه مكمل غذائي شائع الاستخدام بين لاعبي كمال الأجسام ، الذين يعتقدون أنه يزيد مستويات هرمون التستوستيرون ويعزز الأداء الرياضي، على الرغم من عدم وجود دليل سريري.
وتشير أبحاث أخرى على مقدرة هذا النبات على علاج بعض أنواع من السرطان.

## وصلات خارجية
- http://arabic.cnn.com/2007/scitech/4/13/aids.cancer/index.html